# Campionati del mondo di ciclismo su strada 2012 - Gara in linea maschile Under-23
La gara in linea maschile Under-23 dei Campionati del mondo di ciclismo su strada 2012 fu corsa il 22 settembre 2012 nei Paesi Bassi, intorno a Valkenburg, su un percorso totale di 177,1 km. Il kazako Aleksej Lucenko vinse la gara con il tempo di 4.20'15".

## Squadre e corridori partecipanti
| N.    | Cod. | Squadra               |
| ----- | ---- | --------------------- |
| 1-6   | FRA  | Francia               |
| 7-12  | BEL  | Belgio                |
| 13-18 | ITA  | Italia                |
| 19-24 | KAZ  | Kazakistan            |
| 25-30 | SLO  | Slovenia              |
| 31-35 | NOR  | Norvegia              |
| 36-40 | RUS  | Russia                |
| 41-45 | NED  | Paesi Bassi           |
| 46    | ARG  | Argentina             |
| 47-51 | USA  | Stati Uniti d'America |
| 52-56 | AUT  | Austria               |
| 57-62 | AUS  | Australia             |
| 63-67 | SWE  | Svezia                |
| 68-72 | DEN  | Danimarca             |
| 73-76 | LUX  | Lussemburgo           |
| 77-79 | CHE  | Svizzera              |
| 80-84 | LAT  | Lettonia              |
| 85-88 | COL  | Colombia              |
| 89-93 | GER  | Germania              |
| 94-96 | CAN  | Canada                |
| 97    | ERI  | Eritrea               |
| 98-99 | ALG  | Algeria               |

| N.      | Cod. | Squadra               |
| ------- | ---- | --------------------- |
| 100     | ESP  | Spagna                |
| 101-105 | POL  | Polonia               |
| 106-109 | JPN  | Giappone              |
| 110-112 | GBR  | Gran Bretagna         |
| 113     | RSA  | Sudafrica             |
| 114-116 | UKR  | Ucraina               |
| 117     | ECU  | Ecuador               |
| 118-122 | MAS  | Malesia               |
| 123     | MEX  | Messico               |
| 124-127 | IRL  | Irlanda               |
| 128-129 | HKG  | Hong Kong             |
| 130     | ETH  | Etiopia               |
| 131     | GRE  | Grecia                |
| 132-134 | NZL  | Nuova Zelanda         |
| 135-138 | CZE  | Repubblica Ceca       |
| 139-142 | BLR  | Bielorussia           |
| 143-146 | MAR  | Marocco               |
| 147-151 | VEN  | Venezuela             |
| 152-154 | AHO  | Antille Olandesi      |
| 155     | SRB  | Serbia                |
| 156     | DOM  | Repubblica Dominicana |
| 157     | TUR  | Turchia               |

## Ordine d'arrivo (Top 10)
| Pos. | Corridore          | Squadra     | Tempo    |
| ---- | ------------------ | ----------- | -------- |
| 1    | Aleksej Lucenko    | Kazakistan  | 4h20'15" |
| 2    | Bryan Coquard      | Francia     | s.t.     |
| 3    | Tom Van Asbroeck   | Belgio      | s.t.     |
| 4    | Hugo Houle         | Canada      | s.t.     |
| 5    | Luka Pibernik      | Slovenia    | s.t.     |
| 6    | Esteban Chaves     | Colombia    | s.t.     |
| 7    | Hernando Bohórquez | Colombia    | s.t.     |
| 8    | Kenneth Van Bilsen | Belgio      | s.t.     |
| 9    | Wouter Wippert     | Paesi Bassi | s.t.     |
| 10   | Sam Bennett        | Irlanda     | s.t.     |